# Hoštejn
Hoštejn (en allemand : Hochstein) est une commune du district de Šumperk, dans la région d'Olomouc, en République tchèque. Sa population s'élevait à 448 habitants en 2023.

## Géographie
Hoštejn se trouve à 8 km à l'ouest de Zábřeh, à 19 km au sud-ouest de Šumperk, à 47 km au nord-ouest d'Olomouc et à 169 km à l'est-sud-est de Prague.
La commune est limitée par Drozdov au nord, par Kosov à l'est, par Hynčina au sud et par Tatenice à l'ouest.

## Histoire
La première mention écrite de la localité date de 1287.

## Galerie

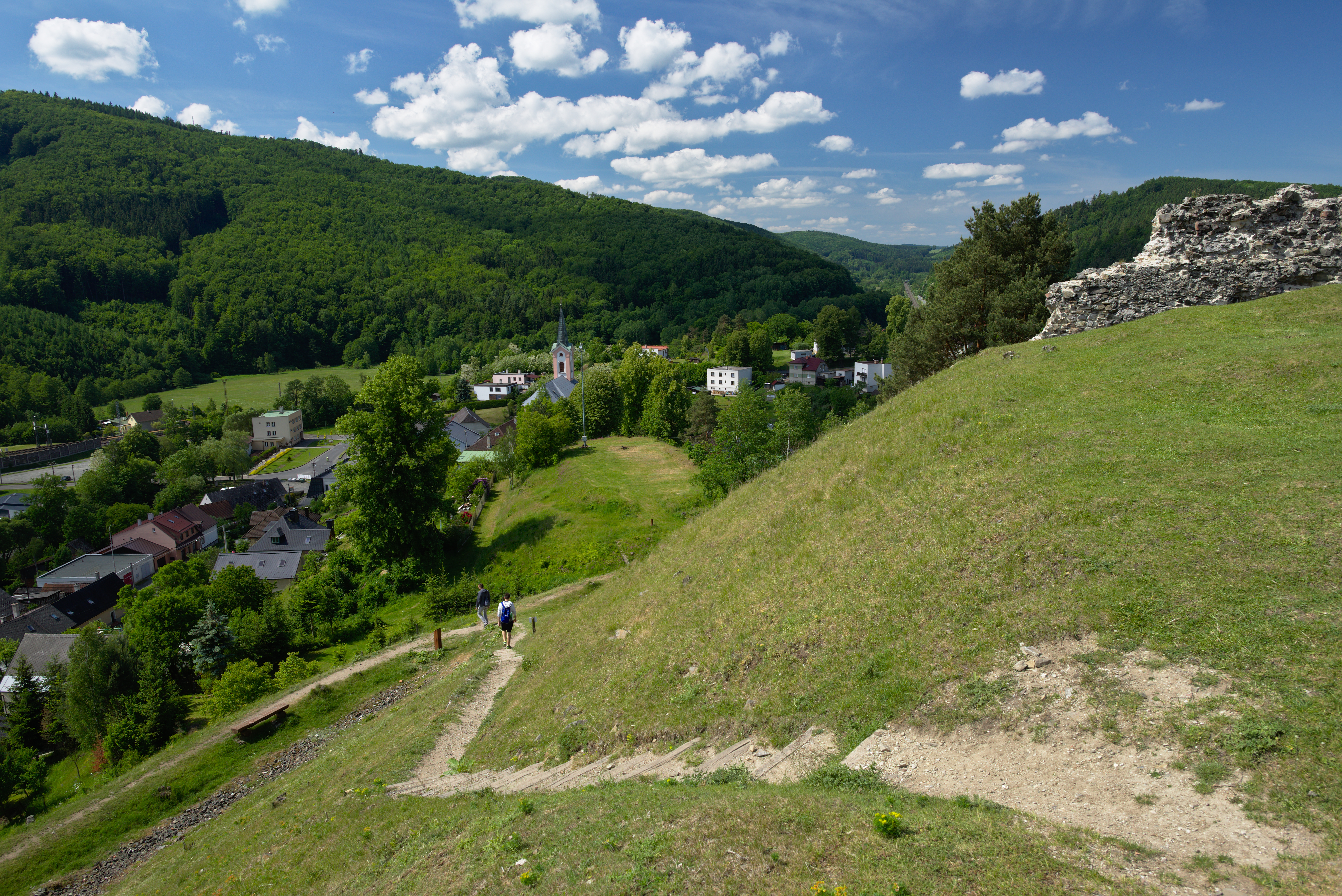
Hoštejn : ruines du château.
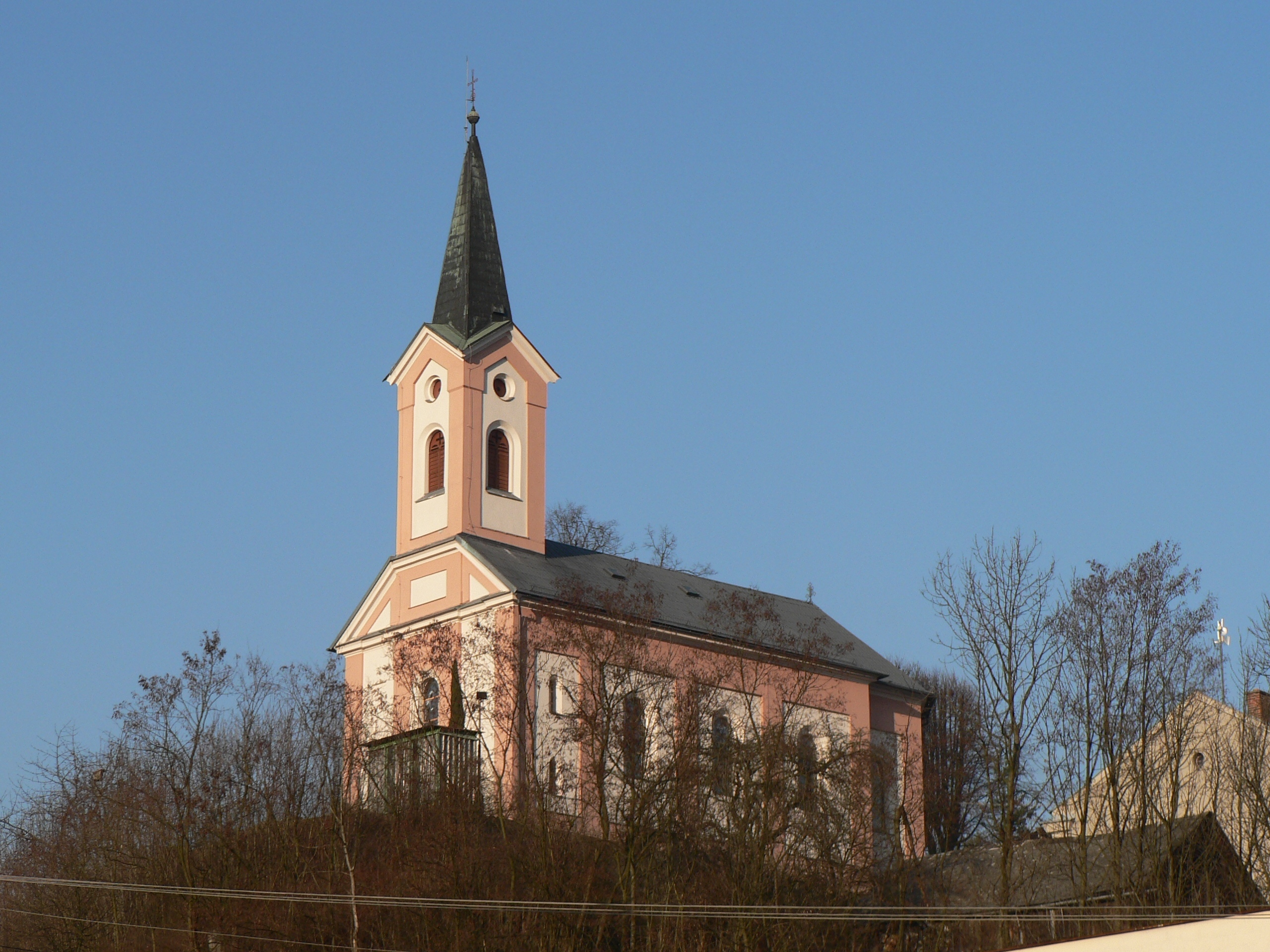
Église Sainte-Anne.

## Transports
Par la route, Horní Studénky se trouve à 10 km de Zábřeh, à 25 km de Šumperk, à 56 km d'Olomouc et à 215 km de Prague.

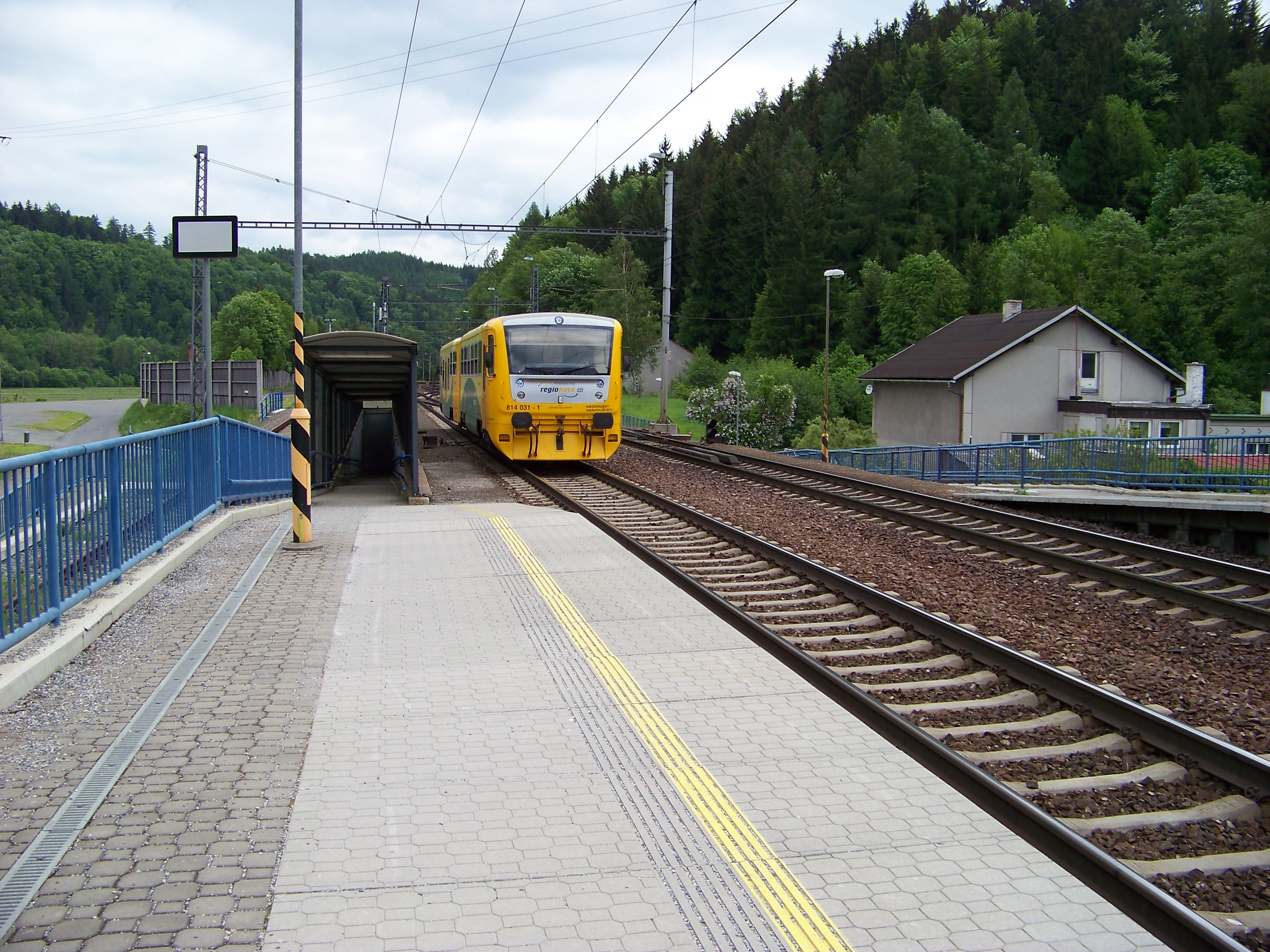
Gare ferroviaire de Hoštejn.